# Kedar Pandey
Kedar Pandey (Hindi: केदार पांडे; * 14. Juni 1920 in Taulaha, Distrikt West Champaran, Provinz Bihar und Orissa, Britisch-Indien, heute: Bihar; † 25. März 1983) war ein indischer Politiker des Indischen Nationalkongresses (INC), der von 1972 bis 1973 Chief Minister von Bihar sowie zudem zwischen 1980 und 1983 Mitglied der Lok Sabha war. Im Kabinett Indira Gandhi III war er 1980 Minister für Bewässerung, im Anschluss zwischen 1980 und 1982 Eisenbahnminister sowie zuletzt von 1982 bis 1983 erneut Minister für Bewässerung.

## Leben
Kedar Pandey, Sohn von Pandit Ramphal Panday, absolvierte nach dem Schulbesuch ein Studium an der Banaras Hindu University in Varanasi, das er mit einem Master of Science (M.Sc.) beendete. Ein weiteres Studium der Rechtswissenschaften an der Banaras Hindu University schloss er mit einem Bachelor of Laws (LL.B.) ab. Aufgrund seines politischen Engagements in der Unabhängigkeitsbewegung, in der auch andere spätere Chief Minister von Bihar wie Bindeshwari Dubey, Bhagwat Jha Azad, Chandra Shekhar Singh, Satyendra Narayan Sinha und Abdul Ghafoor tätig waren, wurde er 1942 festgenommen und befand sich elf Monate lang in Haft. Im Anschluss erhielt er 1945 seine Zulassung als Rechtsanwalt an dem für Motihari und Bettiah zuständigen Bezirksgericht, wo er bis 1948 tätig war. Er engagierte sich zudem zwischen 1946 und 1957 in der Gewerkschaftsbewegung und war unter anderem Vize-Vorsitzender des Indian National Trade Union Congress (INTUC) in Bihar. 1949 erhielt er seine anwaltliche Zulassung für das Obergericht (High Court) in Patna.
Seine politische Laufbahn begann Pandey 1952, als er für den Indischen Nationalkongress (INC) erstmals Mitglied der Legislativversammlung (Vidhan Sabha), des Unterhauses des Parlaments des Bundesstaates Bihar, wurde und diesem bis 1962 angehörte. In den Bundesstaatsregierungen von Srikrishna Sinha, des ersten Chief Ministers von Bihar von 1947 bis 1961, sowie dessen Nachfolger Binodananda Jha war er zwischen 1957 und 1962 stellvertretender Minister für Inneres und Polizei sowie stellvertretender Minister für Bewässerung und Energie. 1967 wurde er abermals Mitglied der Legislativversammlung von Bihar, der er nunmehr bis 1980 angehörte. In der Bundesstaatsregierung von Chief Minister Daroga Prasad Rai war er zwischen Februar und Dezember 1970 Landwirtschaftsminister sowie Industrieminister. Als Nachfolger von Bhola Paswan Shastri übernahm er nach einer vorübergehenden sogenannten Präsidialverwaltung (President’s rule) am 19. März 1972 selbst das Amt als Chief Minister von Bihar und bekleidete dieses Amt bis zum 1. Juli 1973, woraufhin sein Parteifreund Abdul Ghafoor vom INC seine Nachfolge antrat. Nach dem von 1975 bis 1977 dauernden Ausnahmezustand wurde er 1977 Vorsitzender des INC in Bihar, im Anschluss aber wie Indira Gandhi während der Amtszeit von Premierminister Morarji Desai in den Jahren 1977 bis 1979 selbst drei Mal verhaftet.
Bei der Parlamentswahl am 3. und 6. Januar 1980 wurde Kedar Pandey für den Indischen Nationalkongress in dem in Bihar liegenden Wahlkreis Bettiah zum Mitglied der Lok Sabha gewählt, des Unterhauses des indischen Parlaments (Bhāratīya saṃsad). Am 8. Juni 1980 übernahm er im Kabinett Indira Gandhi III von A. B. A. Ghani Khan Choudhury das Amt als Minister für Bewässerung, das er bis zu seiner Ablösung durch A. B. A. Ghani Khan Choudhury am 12. November 1980 innehatte. Er selbst löste daraufhin am 12. November 1980 Kamalapati Tripathi als Eisenbahnminister ab und hatte dieses Ministeramt bis zum 15. Januar 1982 inne, woraufhin Prakash Chandra Sethi seine Nachfolge antrat. Im Zuge dieser Kabinettsumbildung übernahm er wiederum als Nachfolger von A. B. A. Ghani Khan Choudhury abermals den Posten als Minister für Bewässerung und bekleidete diesen bis zum 29. Januar 1983.
Aus seiner Ehe am 6. Juni 1948 mit Shrimati Kamla Panday geschlossenen Ehe gingen zwei Söhne und zwei Töchter hervor.